# ماونتین ویو (هاوایی)
ماونتین ویو (به انگلیسی: Mountain View) یک منطقهٔ مسکونی در ایالات متحده آمریکا است که در شهرستان هاوایی، هاوایی واقع شده‌است. ماونتین ویو ۱۴۴٫۴ کیلومتر مربع مساحت و ۳٬۹۲۴ نفر جمعیت دارد و ۴۳۷ متر بالاتر از سطح دریا واقع شده‌است.